# Podprefektury Japonii
Podprefektura – podrzędna jednostka administracyjna w niektórych japońskich prefekturach. Podprefektury zostały utworzone w celu świadczenia usług przez samorząd prefekturalny w odległych i trudno dostępnych regionach danej prefektury. 

## Istniejące podprefektury
| - Prefektura Hokkaidō: - Podprefektura Ohōtsuku - Podprefektura Hidaka - Podprefektura Hiyama - Podprefektura Iburi - Podprefektura Ishikari - Podprefektura Kamikawa - Podprefektura Kushiro - Podprefektura Nemuro - Podprefektura Oshima - Podprefektura Rumoi - Podprefektura Shiribeshi - Podprefektura Sorachi - Podprefektura Sōya - Podprefektura Tokachi - Prefektura Kagoshima: - Podprefektura Kumage - Podprefektura Ōshima | - Prefektura Miyazaki: - Podprefektura Nishiusuki - Prefektura Okinawa: - Podprefektura Miyako - Podprefektura Yaeyama - Prefektura Shimane: - Podprefektura Okinoshima - Tokio: - Podprefektura Ōshima - Podprefektura Miyake - Podprefektura Hachijō - Podprefektura Ogasawara - Prefektura Yamagata: - Podprefektura Murayama - Podprefektura Mogami - Podprefektura Okitama - Podprefektura Shōnai |